# Mestna hiša, Kaunas
Mestna hiša v Kaunasu (litovsko Kauno rotušė) stoji sredi mestnega trga v središču starega mestnega jedra v mestu Kaunas v Litvi. Zgradba je iz 16. stoletja. V njej je muzej keramike.

## Zgodovina
Mestno hišo odlikujeta vitkost in gracioznost. Njen stolp z višino 53 metrov je najvišji v starem mestu. Sedanja mestna hiša, ki je na trgu, ni bila prva v Kaunasu. Prejšnjo je uničil požar.
Mestna hiša v Kaunasu se je začela graditi leta 1542. Sprva je šlo za enonadstropno stavbo z neobdelano fasado in obokanimi kletmi. V 16. stoletju je bilo zgrajeno prvo nadstropje in osem nadstropni stolp na vzhodu stavbe. Pritličje je bilo prilagojeno trgovcem in zaporniškim stražarjem, prvo nadstropje - sodnim procesom, magistru, zakladnici, arhivu in pisarni. Za skladiščenje blaga so uporabljali kleti. Kleti stolpa so bile uporabljene kot zapor.
Leta 1638 je bila narejena renesančna obnova. V letih 1771 -1775 je drugo rekonstrukcijo izvedel arhitekt J. Matekeris. Obnovil je del stavbe, ki so jo porušili v 17. stoletju, preuredil prostore in stolpu dodal nadstropje. Mestno hišo je okrasil z okraski v baročnem in klasicističnem slogu, obnovil je pediment in tam postavil skulpture velikih knezov Litve (ohranile so se le do 19. stoletja).
Leta 1824 je bila mestna hiša uporabljena za prostore pravoslavne cerkve, kasneje pa za skladišče streliva.
Leta 1836 je bila mestna hiša ponovno obnovljena. Tam je bila rezidenca ruskih carjev.
Od leta 1862 do 1869 so obstajali mestni klub Kaunas, ruski klub, gasilska pisarna in rusko gledališče.
Leta 1869 je bila v Mestni hiši ustanovljena občina Kaunas. Leta 1944 jo je zamenjal arhiv, leta 1951 pa je arhiv zamenjal Tehniški inštitut Kaunasa.
Leta 1973 je bila v pritličju in prvem nadstropju Mestne hiše odprta Poročna dvorana (urad za registracijo zakonskih zvez). Kleti je uporabljal Muzej keramike. Istega leta je obnova stavbo zelo poškodovala.
Leta 2005 je bila izvedena zadnja obnova, odpravljeno je bilo nekaj poškodb in Mestna hiša je bila tokrat pobarvana ne z belo barvo, temveč z barvo slonovine.

## Mestna hiša danes
Mestna hiša v Kaunasu se imenuje »Beli labod«. Danes se uporablja za poročne obrede, uradno dobrodošlico mestnih gostov, podpisovanje sporazumov in uradne prireditve. V njej je zgodovinski muzej mestnega župana in hrani najpomembnejše atribute mesta, ki se uporabljajo pri obredih - velik mestni ključ, županov znak (pozlačena veriga), vzorce mestnih grbov in zastav, svečan mojstrski znak in tradicionalni zvon ter zgodovinsko zastavo začasnega glavnega mesta iz leta 1930. Knjiga gostov je shranjena v Mestni hiši in ima trenutno več kot 350 zapisov, med njimi pozdravi štirih kraljev in kraljic, treh vojvod, dvanajstih predsednikov, papeža Janeza Pavla II., kardinalov, županov drugih evropskih mest in drugih znanih ljudi.